# 柳斌杰
柳斌杰（1948年9月—），男，汉族，陕西长武人，中华人民共和国政治人物。曾任中华人民共和国国家新闻出版总署署长，国家版权局局长，清华大学新闻学院院长。

## 生平
柳斌杰出生在中国西北的贫困地区，早年曾在基层矿厂工作过很长一段时间。1971年8月加入中国共产党。1978年恢复“高考”后，柳斌杰考入北京师范大学外国问题研究所，就读西方经济。毕业后，他进入中国社会科学院研究生院哲学系，学习马克思主义；并获得硕士学位。离开校园后，柳斌杰即进入政坛。首先，他于1981年来到共青团中央工作，在宣传部担任处长，不久就升任该部的副部长。而在这期间，王兆国、胡锦涛也先后在共青团中央担任领导职务；特别是胡锦涛还在书记处中，主管宣传工作。因此，据有媒体报道，胡锦涛与柳斌杰当时建立十分密切的工作关系。
1985年，柳斌杰升任共青团中央常委、宣传部长。自1990年起，他又历任共青团中央常委，全国青联副秘书长兼国际青年交流中心、中日青年交流中心总经理，21世纪实业集团董事长、《21世纪》杂志社社长兼总编辑，国际青年研修大学校长等职。同时，柳斌杰还曾被派赴日本、新加坡等国，研修市场经济管理。
1994年至1995年间，柳斌杰在中央统战部报刊宣传领导小组组长和全国工商联副秘书长的任上做“短暂调整”之后，他便获得“外放”机会，出任四川省人民政府党组成员、省长助理；1998年又升任四川省人民政府秘书长；在第二年的1999年10月即进入中共四川省委常委领导班子；同年12月后，出任中共四川省委常委、省委宣传部部长，兼省委精神文明建设委员会副主任。
2002年4月，柳斌杰出任国家新闻出版总署副署长。2007年4月，柳斌杰升任新闻出版总署署长（国家版权局局长）、党组书记。
2012年3月，柳斌杰被聘任为清华大学新闻与传播学院院长。2013年3月，因新一轮机构改革，新闻出版总署与国家广电总局合并，柳斌杰离任前给自己评分“优秀”。